# Гардон (річка)
Гардон (також Гар, фр. Gardon, Gard) — річка на півдні Франції . Департамент Гар отримав свою назву від цієї річки.
Протяжність річки — 133 км, включаючи найдовшу притоку " Гардон Св. Жана "(фр. Gardon de Saint-Jean). Бере свій початок в горах Севен і закінчується, впадаючи в Рону (права притока) біля комуни Бокер .
Деякі притоки також носять назви «Гардон».
У вересні 2002 і в грудні 2003 був зафіксований рекордний рівень води в річці. Повінь пошкодила безліч мостів через Гардон, включаючи й міст Св. Ніколаса, який вже знову відреставрували.
На березі річки Гардон знаходиться печера Вередема Авіньйонського, в якій збереглися настінні розписи VIII століття .
Гардон перетинає знаменитий давньоримський акведук Пон-дю-Гар і міст Сен-Нікола-де-Кампаньяк (Saint-Nicolas-de-Campagnac) XVI століття.

## Посилання

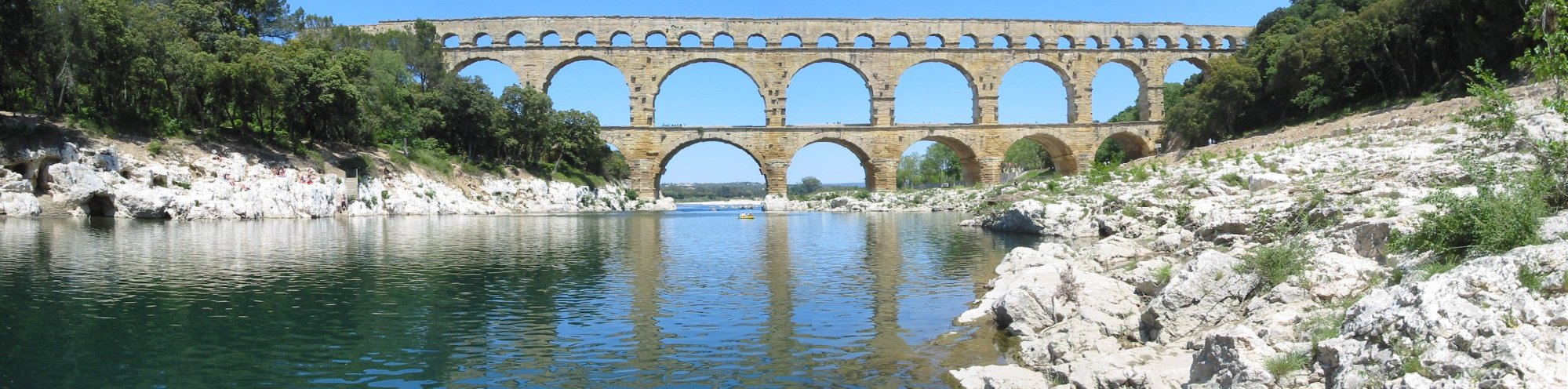
Давньоримський акведук Пон-дю-Гар